# Rassensaal
Der sogenannte Rassensaal war ein umstrittener Ausstellungsbereich im Naturhistorischen Museum in Wien. Er existierte zwischen 1978 und 1996 als Teil der Anthropologischen Schausammlung.

## Entstehung
Im Jahr 1952 wurde anlässlich eines internationalen Anthropologenkongresses eine Ausstellung im Naturhistorischen Museum Wien eingerichtet, welche die Entwicklung des Homo erectus bis zu den Kelten zeigte. Ab 1959 war die Sammlung dann aber für die Öffentlichkeit nicht mehr zugänglich. Zwanzig Jahre später, am 27. Juni 1978, eröffnete Johann Szilvássy, der damalige Leiter der anthropologischen Abteilung im Naturhistorischen Museum Wien, eine neu gestaltete „Anthropologische Dauerausstellung“. Zwei neu renovierte Museumssäle waren von nun an für die Besucher geöffnet: „Saal 16“ präsentierte unter dem Titel Entwicklung und Entfaltung des Menschen einen Überblick über die damaligen Kenntnisse der Menschheitsgeschichte in 17 Vitrinen. Saal 17 hatte die Bezeichnung Die heute lebende Menschheit (Rassenkunde) erhalten und offenbarte in 18 Vitrinen markante Fotos der betreffenden Rasse, Verbreitung und Rassenmerkmale. In der österreichischen Bevölkerung sprach man daher bald im Zusammenhang mit dem Saal 17 vom so genannten „Rassensaal“. In der bisherigen wissenschaftshistorischen Aufarbeitung wurde diese Bezeichnung übernommen, was für die allgemeine Bekanntheit dieser Bezeichnung spricht.

## Öffentliche Kritik am Rassensaal
Im August 1993 richtete sich die öffentliche Aufmerksamkeit auf die Anthropologische Abteilung des Naturhistorischen Museum Wiens, vor allem aber auf den Rassensaal. Grund dafür war ein kritischer Leserbrief des britischen Anthropologen Adam Kuper an die britische Fachzeitschrift Nature. Kuper verurteilte den Schauraum als Manifestation „nazi-ähnlicher Rassenforschung“.
Etwa zur gleichen Zeit geriet auch der damalige Abteilungsleiter der Anthropologischen Abteilung und Ausstellungsgestalter des Rassensaals Johann Szilvássy unter Beschuss. In der österreichischen Tageszeitung Kurier hatte er die Österreicher vor „Mischehen“ mit Migranten gewarnt, es könnte dadurch zu „Veränderungen in der Erbsubstanz“ kommen. Die österreichische Partei Die Grünen richteten daraufhin eine parlamentarische Anfrage an den damals zuständigen Wissenschaftsminister Erhard Busek. In der Antwort auf diese Anfrage gab der Minister der Partei Recht, verändert wurde trotz allem nichts an der umstrittenen Rassenschau.
Durch die immer stärker werdende öffentliche Kritik am Rassensaal kam es Mitte der 1990er Jahre zwar zur Aufstellung einer Tafel, die eine Neugestaltung der Anthropologischen Schausäle ankündigte, in der die neuesten Erkenntnisse der Molekularbiologie eingebunden werden. Anstelle einer Neuaufstellung kam es aber im Jahr 1996 zur Schließung des umstrittenen Saales 17, 1999 wurde auch der Saal 16 im Naturhistorischen Museum Wien geschlossen.

## Ausstellungskritik
Die Auseinandersetzungen um den Rassensaal sind vor dem Hintergrund zu betrachten, dass die Einteilung der Menschheit in Rassen gegen Ende des 20. Jahrhunderts in der Wissenschaft zunehmend in Zweifel gezogen wurde. Heute erachtet nur noch eine Minderheit der Anthropologen das Konzept der Rassentheorie als sinnvoll.
Im Zentrum der Kritik am Rassensaal stand vor allem die Logik der Anordnung der ausgestellten Rassen. Die Ausstellung hatte zwei Endpunkte, je nachdem von welcher Seite der Rundgang im Saal begonnen wurde: An einem Ende stand ein blonder, laut Ausstellungs-Begleittext, schwedischer Mann in Hemd und Sakko, am anderen Ende ein steinzeitlicher Tasmanier. In den Begleittexten kam unterschwellig ein eurozentrisches Weltbild sowie die Überlegenheit eines „nordischen Idealtypus“ zum Ausdruck.
Ebenfalls kritisiert wurde häufig der hierarchisierende Umgang mit Attributen in den Beschreibungen der einzelnen Rassen. So wurde die Rasse der Nordide mit folgenden Rassenmerkmalen beschrieben: hohes, schmales Gesicht; hohe, gerade Nase; kräftiges Kinn. Australiden hingegen hätten derbe Gesichtszüge. Die Galerie vermittle den Eindruck, so die Kritiker, dass es Differenzen zwischen Rassen gäbe und dass Menschen in Bezug auf diese geordnet werden könnten.
Ein weiterer Kritikpunkt war die Präsentation von unterschiedlichen Schädeln als Rassebeleg. Viele Kritiker sahen sich dadurch an die Zeit erinnert, in der man glaubte, durch Schädel-Vermessungen unterschiedliche Intelligenz belegen zu können.